# Cape Fear (1962)
Cape Fear is een Amerikaanse thriller uit 1962 onder regie van J. Lee Thompson. Het scenario is gebaseerd op de roman The Executioner (1957) van de Amerikaanse auteur John D. MacDonald. In 1991 werd er een nieuwe versie van de film gemaakt onder regie van Martin Scorsese.

## Verhaal
Als de psychopaat Max Cady vrij komt, wil hij zijn lange gevangenisstraf wreken op de advocaat Sam Bowden en diens familie. Sam Bowden, zijn vrouw en zijn dochter worden voortdurend achterna gezeten en bedreigd door Cady.

## Rolverdeling
| Acteur         | Personage       |
| -------------- | --------------- |
| Gregory Peck   | Sam Bowden      |
| Robert Mitchum | Max Cady        |
| Polly Bergen   | Peggy Bowden    |
| Lori Martin    | Nancy Bowden    |
| Martin Balsam  | Mark Dutton     |
| Jack Kruschen  | Dave Grafton    |
| Telly Savalas  | Charles Sievers |
| Barrie Chase   | Diane Taylor    |
| Paul Comi      | George Garner   |
| John McKee     | Marconi         |
| Page Slattery  | Kersek          |
| Ward Ramsey    | Brown           |
| Edward Platt   | Rechter         |
| Will Wright    | Dr. Pearsall    |
| Joan Staley    | Serveerster     |